# Simona Martin
Simona Martin (* 21. März 1975 in Aosta) ist eine ehemalige italienische Naturbahnrodlerin. Sie erreichte fünf Podestplätze in Weltcuprennen sowie in der Saison 1996/1997 den dritten Platz im Gesamtweltcup und wurde 1995 Junioreneuropameisterin.

## Karriere
Den ersten großen Erfolg feierte Martin mit dem Sieg bei der Junioreneuropameisterschaft 1995 in Saint-Marcel/Fénis. Im Jahr zuvor hatte sie bei ihrer ersten Teilnahme an einer Junioren-EM den fünften Platz belegt. 1995 nahm Martin auch zum ersten Mal an einem internationalen Titelkampf in der Allgemeinen Klasse teil und belegte bei der Europameisterschaft 1995 in Kandalakscha den fünften Rang. Ähnliche Ergebnisse erzielte sie auch bei ihren weiteren zwei EM-Teilnahmen: 1997 wurde sie in Moos in Passeier Vierte und 1999 in Szczyrk wieder Fünfte. Bei Weltmeisterschaften, an denen sie von 1996 bis 2000 ebenfalls drei Mal teilnahm, waren ihre Resultate etwas schlechter: 1996 in Oberperfuss und 2000 in Olang wurde sie jeweils Achte, 1998 in Rautavaara aber nur Zwölfte.
Im Weltcup war Martin erstmals in der Saison 1995/1996 unter den besten sechs im Gesamtweltcup zu finden. Im Winter 1996/1997 erzielte sie mit drei dritten Plätzen in Szczyrk, Toblach und Garmisch-Partenkirchen ihre ersten Podestplätze und schaffte es damit im Gesamtweltcup hinter Sonja Steinacher und Ljubow Panjutina auf den dritten Rang. Die folgende Saison 1997/1998 begann Martin mit zwei zweiten Plätzen in Sölden und am Kronplatz. Im Rest der Saison erzielte sie keine Spitzenplatzierungen mehr, weshalb sie im Endklassement nur Fünfte wurde. Auch in den nächsten Jahren blieben weitere Spitzenergebnisse aus. Bis zu ihrem Karriereende nach der Saison 2000/2001 fuhr sie in keinem Weltcuprennen mehr unter die schnellsten fünf.

## Erfolge

### Weltmeisterschaften
- Oberperfuss 1996: 8. Einsitzer
- Rautavaara 1998: 12. Einsitzer
- Olang 2000: 8. Einsitzer

### Europameisterschaften
- Kandalakscha 1995: 5. Einsitzer
- Moos in Passeier 1997: 4. Einsitzer
- Szczyrk 1999: 5. Einsitzer

### Junioreneuropameisterschaften
- Längenfeld 1994: 5. Einsitzer
- Fénis 1995: 1. Einsitzer

### Weltcup
- 3. Platz im Einsitzer-Gesamtweltcup in der Saison 1996/1997
- 5. Platz im Einsitzer-Gesamtweltcup in der Saison 1997/1998
- 5 Podestplätze in Weltcuprennen